# Zhezqazgan
Zhezqazgan o Jezkazgan (in kazako Жезқазған?) è una città del Kazakistan, situata nella regione di Ūlytau. In questa regione è stata ritrovata la dzhezkazganite, un minerale che prende il nome dalla località.

## Posizione
Zhezqazgan si trova nel Kazakistan Centrale, a sud dei Monti Ulutau e nel Betpak-Dala nordoccidentale. Prima dell'8 giugno 2022 faceva parte della regione di Karaganda.

## Infrastrutture e trasporti
La città è collegata a Karaganda con una ferrovia. Per la città passano anche le strade europee E123 e E018. La città ha anche un aeroporto.